# 苏里南工党
苏里南工党（荷蘭文：Surinaamse Partij van de Arbeid，简写SPA）是蘇里南的一個政黨，成立于1987年7月，因工会参政的而创建的政党，其成员多为C-47工会的骨干，该党以嵌齿轮为象征，现任主席是卡斯特伦（Guno Castelen）。该党反对苏里南原先的旧议会民主体制和军人专政，主张工会参政，该党自称代表劳动阶级的利益。1991年大选与民主和发展阵线中的政党组成新民主和发展阵线获胜。2000年和2005年又作为新民主和发展阵线成员政党两度赢得大选。2001年党魁弗雷德·德尔比逝世后，西格弗雷德·吉尔兹担任该党领袖，影响远不如以前。